# S-Bahn de Salzbourg
Le S-Bahn de Salzbourg (en allemand : S-Bahn Salzburg) est un réseau express régional organisé autour de la ville de Salzbourg en Autriche, desservant l'eurorégion Salzbourg – Pays-de-Berchtesgaden – Traunstein. Le réseau transfrontalier, qui couvre environ 130 km, est géré dans le cadre d'un accord des services publics municipaux de Salzbourg avec les Chemins de fer fédéraux autrichiens (ÖBB) et le chemin de fer privé Berchtesgadener Land Bahn (BLB). En service depuis 2004, il comprend actuellement cinq lignes desservant 64 stations, dont 10 en Allemagne. Les travaux de construction du côté autrichien ont été terminés en 2014.

## Lignes
| Ligne | Gares | Nombre de stations | Opérateur                          |
| ----- | --- | ------------------ | ---------------------------------- |
|       | Salzbourg – Bürmoos – Lamprechtshausen                                                                                     | 20                 | Salzburger Lokalbahn (SLB)         |
|       | Bürmoos – Ostermiething (Lokalbahn-Express)                                                                                | 11                 | Salzburger Lokalbahn (SLB)         |
|       | Straßwalchen – Seekirchen – Salzbourg – Freilassing                                                                        | 15                 | Österreichische Bundesbahnen (ÖBB) |
|       | Saalfelden – Schwarzach-Sankt Veit – Bischofshofen – Golling-Abtenau – Hallein – Salzbourg – Freilassing – Bad Reichenhall | 33                 | Österreichische Bundesbahnen (ÖBB) |
|       | Freilassing – Bad Reichenhall – Berchtesgaden                                                                              | 10                 | Berchtesgadener Land Bahn (BLB)    |